# Eleccions legislatives de Polinèsia Francesa de 2008
Les eleccions legislatives de Polinèsia Francesa de 2008 es van dur a terme a la Polinèsia Francesa a principis de 2008. La primera volta es va dur a terme el 27 de gener de 2008 i la segona el 10 de febrer de 2008.

## Nou sistema electoral
El nou sistema, aprovat per França el 26 de novembre de 2007, estava destinat a estabilitzar la caòtica escena política de la Polinèsia Francesa En el marc del nou sistema, es va promulgar un sistema d'eleccions a doble volta, i els candidats de qualsevol partit polític requereixen almenys el 12,5% dels vots per entrar a la segona ronda de votació, i s'estableix un llindar electoral general del 5%.

## Resultats de les eleccions
| | Partit/Aliança | Vots    | %      | Escons | Total |
| --- | --- | ------- | ------ | ------ | ----- |
| | To Tatou Ai'a (Casa Nostra) - O Porinetia To Tatou Ai'a - Rautahi - Ai'a Api - Fetia Api - Te mana Toa - Taatiraa no te Hau | 55,227  | 41.19  | 23     | 27    |
| | Te Niu Hau Manahune | 2,502   | 1.87   | 2      | 27    |
| | Te Henua Enata a Tu† | 2,773   | 2.07   | 2      | 27    |
| | Unió per la Democràcia - Tavini Huiraatira - Tapura Amui No Raromatai                                                       | 48,403  | 36.10  | 19     | 20    |
| | Tapura Amui No Te Faatereraa Manahune – Tuhaa Pae                                                                           | 1,448   | 1.08   | 1      | 20    |
| | Tahoera'a Huiraatira (Reagrupament Popular)                                                                                 | 23,021  | 17.17  | 10     | 10    |
| | Te Henua Enana Kotoa† | 497     | 0.37   | —      | —     |
| | Te Ao Hou No Oe† | 171     | 0.13   | —      | —     |
| | Te Ati o Te Henau Enana† | 44      | 0.03   | —      | —     |
| Total | Total | 134,086 | 100.00 | 57     | 57    |
| Font: Alt Commissariat de la República a Polinèsia Francesa Arxivat 2008-03-22 a Wayback Machine. † Aquests només es presentaren per la circumscripció de les Illes Marqueses; la Unió per la Democràcia i Tahoera'a Huiraatira també es presentaren en aquesta circumscripció i no hi calgué una segona volta. To Tatou Ai'a no es presentà a les eleccions a Tuamotu-Gambier i les Marqueses; Te Niu Hau Manahune es presentà a Tuamotu Oest per l'aliança. Unió per la Democràcia no es presentà a les Illes Australs; Tapura Amui No Te Faatereraa Manahune – Tuhaa Pae s'hi presentaren com a part de l'aliança. | |         |        |        |       |

## Negociacions de coalició
Segons els informes, les dues faccions pro-autonomia/anti-independència podien arribar a un acord per formar el govern per als propers cinc anys, però les negociacions de coalició es va trencar el 20 de febrer de 2008. El president de l'Assemblea fou elegit el 22 de febrer de 2008, amb les eleccions presidencials de 24 de febrer de 2008.
A les eleccions per al President de l'Assemblea, fou reelegit Edouard Fritch amb 36 vots mentre que el candidat pro-independència Antony Géros va rebre 21 vots; un dels 37 diputats autonomistes, evidentment, havia votat a favor de Geros.